# جوانا هارجريفز
جوانا هارجريفز (بالإنجليزية: Johanna Hargreaves)‏ هي ممثلة بريطانية، ولدت في 18 يونيو 1963 في إنجلترا في المملكة المتحدة.

## وصلات خارجية
- جوانا هارجريفز على موقع IMDb (الإنجليزية)
- جوانا هارجريفز على موقع قاعدة بيانات الفيلم (الإنجليزية)